# Alkandros (Sohn des Trophonios)
Alkandros (altgriechisch Ἄλκανδρος Álkandros) ist eine Person der griechischen Mythologie, die an verschiedenen Orten im Zusammenhang mit Heilgöttern erscheint.
In Lebadeia gilt er als Sohn des Heroen Trophonios, des Erbauers des Orakeltempels von Delphi. In Sparta erscheint er in Verbindung mit Athene Optiletis, die mit der Göttin der Gesundheit Hygieia identifiziert wird. Hier ist ein Mythos überliefert, der mit dem des legendären Gesetzgebers Lykurgos verbunden ist. Alkandros kämpft mit Lykurgos und schlägt ihm dabei ein Auge aus. Lykurgos kann aber sein Leben retten und stiftet zum Dank dafür einen Tempel für Athene. Er übte gegen den ihm vom Volk ausgelieferten Alkandros Nachsicht.
In Titane stiftet Alexanor als Enkel des Asklepios dessen Kult und in Athen ist ein Heros namens Alkon mit ähnlicher Funktion bekannt, die beide möglicherweise mit Alkandros zu identifizieren sind.